# Jean-Luc Sassus
Jean-Luc Sassus (Tarbes, 4 oktober 1962 – Toulouse, 22 mei 2015) was een Frans voetballer.

## Biografie
Sassus begon zijn professionele carrière in 1979 bij Toulouse FC in de tweede afdeling. Met deze ploeg promoveerde hij naar Division 1. Hij verliet Toulouse in 1986 en trok voor zes seizoenen naar AS Cannes waarmee hij in zijn eerste seizoen promoveerde naar Division 1. In 1992 speelde hij eenmalig voor het Frans voetbalelftal en trok hij naar Paris Saint-Germain, waarmee hij in 1993 landskampioen werd. Tussen 1994 en 1997 speelde hij voor Olympique Lyon. In 1997 sloot hij zijn carrière af bij AS Saint-Etienne. Hij speelde bijna 500 wedstrijden op professioneel niveau.
Sassus overleed in 2015 na hartfalen.